# Kościerzyna (gromada)
Kościerzyna (do 31 XII 1961 Skorzewo) – dawna gromada, czyli najmniejsza jednostka podziału terytorialnego Polskiej Rzeczypospolitej Ludowej w latach 1954–1972.
Gromady, z gromadzkimi radami narodowymi (GRN) jako organami władzy najniższego stopnia na wsi, funkcjonowały od reformy reorganizującej administrację wiejską przeprowadzonej jesienią 1954 do momentu ich zniesienia z dniem 1 stycznia 1973, tym samym wypierając organizację gminną w latach 1954–1972.
Gromadę Kościerzyna z siedzibą GRN w mieście Kościerzynie (nie wchodzącym w jej skład) utworzono 1 stycznia 1962 w powiecie kościerskim w woj. gdańskim w związku z przemianowaniem gromady Skorzewo na Kościerzyna (siedziba gromady Skorzewo znajdowała się w Kościerzynie już od 1960 roku); równocześnie do nowo utworzonej gromady Kościerzyna włączono miejscowości Rotenbark, Szarlota, Kępa i Rybaki z gromady Loryniec w tymże powiecie.
1 stycznia 1970 do gromady Kościerzyna włączono część obszaru miasta Kościerzyna (618,17 ha, w tym Kościerzyna-Wybudowanie i Kościerska Huta) w tymże powiecie.
1 stycznia 1972 do gromady Kościerzyna włączono miejscowość Nowa Kiszewa ze zniesionej gromady Stary Bukowiec w tymże powiecie.
Gromada przetrwała do końca 1972 roku, czyli do kolejnej reformy gminnej. 1 stycznia 1973 w powiecie kościerskim reaktywowano zniesioną w 1954 roku gminę Kościerzyna.